# Panzerwerfer 42
De 15cm Panzerwerfer 42 auf Selbstfahrlafette Sd.Kfz.4/1 was een raketwerper op een halfrupsbandvoertuig ontwikkeld en gebruikt door de Duitsers in de Tweede Wereldoorlog. De Panzerwerfer 42 was bedoeld om vuursteun te geven aan infanterie.

## Ontwikkeling
De productie begon in 1942 door de firma Opel op basis van een Maultier halftrack. Hij in serie geproduceerd van april 1943 tot maart 1944 samen met het bijbehorende munitievoertuig, de Sd.Kfz. 4.
In totaal produceerde Opel 296 Panzerwerfer 42 en 251 munitievoertuigen Sd.Kfz. 4.

## Bewapening
De Panzerwerfer 42 was uitgerust met een 150mm Nebelwerfer-15. Deze raketwerper bevatte tien lanceerbuizen waaruit de raketten werden afgeschoten. De buizen waren geplaatst op een draaibaar platform, de Bronekupole. Het platform kon 360° draaien en 45° omhoog worden gericht.
De Nebelwerfer was achter op het voertuig gemonteerd en werd op afstand afgevuurd.
Er was ook een machinegeweer, van het type MG42, geplaatst op het dak van de cabine maar deze bleek onhandig tijdens het gebruik: men moest eerst naar buiten voor men het kon bedienen.
Voor de Waffen-SS werd een aparte variant geproduceerd, bewapend met de Vielfachwerfer, een uit 24 rails bestaande kopie van het Stalinorgel van het Rode Leger waarmee 80mm raketten werden afgevuurd.